# Francesc Ruestes
 (février 2023).
La mise en forme du texte ne suit pas les recommandations de Wikipédia : il faut le « wikifier ».
Les points d'amélioration suivants sont les cas les plus fréquents :
- Les titres sont pré-formatés par le logiciel. Ils ne sont ni en capitales, ni en gras.
- Le texte ne doit pas être écrit en capitales (les noms de famille non plus), ni en gras, ni en italique, ni en « petit »…
- Le gras n'est utilisé que pour surligner le titre de l'article dans l'introduction, une seule fois.
- L'italique est rarement utilisé : mots en langue étrangère, titres d'œuvres, noms de bateaux, etc.
- Les citations ne sont pas en italique mais en corps de texte normal. Elles sont entourées par des guillemets français : « et ».
- Les listes à puces sont à éviter, des paragraphes rédigés étant largement préférés. Les tableaux sont à réserver à la présentation de données structurées (résultats, etc.).
- Les appels de note de bas de page (petits chiffres en exposant, introduits par l'outil «  Source ») sont à placer entre la fin de phrase et le point final[comme ça].
- Les liens internes (vers d'autres articles de Wikipédia) sont à choisir avec parcimonie. Créez des liens vers des articles approfondissant le sujet. Les termes génériques sans rapport avec le sujet sont à éviter, ainsi que les répétitions de liens vers un même terme.
- Les liens externes sont à placer uniquement dans une section « Liens externes », à la fin de l'article. Ces liens sont à choisir avec parcimonie suivant les règles définies. Si un lien sert de source à l'article, son insertion dans le texte est à faire par les notes de bas de page.
- La présentation des références doit suivre les conventions bibliographiques. Il est recommandé d'utiliser les modèles {{Ouvrage}}, {{Chapitre}}, {{Article}}, {{Lien web}} et/ou {{Bibliographie}}. Le mode d'édition visuel peut mettre en forme automatiquement les références.
- Insérer une infobox (cadre d'informations à droite) n'est pas obligatoire pour parachever la mise en page.

Pour une aide détaillée, merci de consulter Aide:Wikification.
Si vous pensez que ces points ont été résolus, vous pouvez retirer ce bandeau et améliorer la mise en forme d'un autre article.
Francesc Ruestes, né à Barcelone en 1959, est un artiste multidisciplinaire espagnol qui vit et travaille entre Barcelone et Paris. Sa carrière a commencé au milieu des années 70 lorsqu´il a rencontré Salvador Dalí et s'est lié d'amitié avec lui. Son travail s'est transformé au fil du temps, depuis ses débuts dans le surréalisme et la figuration pour s'aventurer plus tard dans le monde de la sculpture, résultat d'un apprentissage avec le sculpteur Josep Granyer. Actuellement son travail est à mi-chemin entre la peinture, la sculpture et l'installation, entre l'Abstraction et le Minimalisme. Ruestes est l'un des principaux représentants espagnols de la Wall sculpture.

## Biographie

### Débuts
En 1975, un portfolio sous le bras, Francesc Ruestes fait du stop de Barcelone à Portlligat, Cadaqués, déterminé à rencontrer Salvador Dalí et à lui montrer son travail. Bien que ce ne soit pas facile, cette aventure lui vaut de le recevoir le lendemain à condition être présenté avec un bouquet de roses. Ne trouvant aucun bouquet, il se présenta avec une carte postale de roses blanches avec le mot imprimé "Félicitations" qu'il trouva dans une épicerie et Dalí fut tellement amusé qu'il l'invité chez lui. Depuis lors, il lui rend visite régulièrement pendant 5 ans, durant cette période le génie surréaliste lui parle, critique son travail, explique ses combats et ses idées..
La dernière fois qu'il a vu Dalí, c'était en 1979, lorsqu'il lui a rendu visite à Portlligat pour lui annoncer qu'il devait partir un an pour faire son service militaire, car il était obligatoire à cette époque. Dalí accepté avec plaisir et promit qu'à son retour un an plus tard, il le présenterait à quelqu'un de "très important" qui lui ouvrirait les portes du monde de l'art, car il considérait qu'il était prêt à commencer sa carrière artistique professionnellement. Malheureusement, cette présentation n'a jamais eu lieu, à son retour du service militaire, la santé de Dalí s'était gravement détériorée et sa vie publique était devenue pratiquement nulle, les fantômes de la mort l'ont piégé et son cercle de gardiens l'a empêché de le recevoir, même après la mort de Gala en 1982 il a perdu tout intérêt pour le monde extérieur et ils ne se sont jamais revus.
De cette première étape de sa trajectoire ils se peuvent apprécier ses tableaux d'influence clairement surrealiste et dalinienne, œuvres comme Don Tiempo (1975), Personatge vestit de cirera amb el cap rapat i menjant-se els seus cabells (1979), Anyell místic (1979) et Coronació de les cireres amargues (1979).

### Formation
En 1976, une année avant de terminer ses études de baccalauréat, Francesc Ruestes rencontre le sculpteur noucentiste Josep Granyer grâce à son fils Francesc qui était son professeur et lorsqu'il apprend qu'il veut s'inscrire à la Faculté des Beaux-Arts, il le présente à son père. Depuis lors, il fréquente régulièrement son atelier situé rue Verdi dans le quartier de Gràcia à Barcelone, devenant son disciple jusqu'en 1983, année de la mort de Granyer. Un an plus tard, il commence ses études à la Faculté des Beaux-Arts de l'Université de Barcelone et les combine avec des visites à l'atelier de Granyer ainsi qu'à celles de l'atelier de Narcís Galià, Professeur de Peinture à ladite faculté, dont il fut assistant entre 1978 et 1979.
En 1986, il reçoit une bourse du Ministère de la Culture et de la Communauté Flamande de Belgique pour étudier pendant un an à Académie Royale de Beaux-Arts d'Anvers, Belgique. Cette expérience signifie un changement très important dans sa langue puisqu'il abandonne la technique de la peinture à l'huile se plonger dans l'expérimentation des matériaux et passe progressivement de la figuration à l'abstraction.
Durant ses années de formation académique, il a également su profiter de l'effervescence culturelle du moment à Barcelone et s'est entouré d'artistes et d'intellectuels de grande stature tels que les peintres Joan Ponç et Modest Cuixart, le poète Joan Brossa et le philosophe et critique d'art Arnau Puig, tous ils membres fondateurs du groupe Dau al Set; l'architecte Carles Buïgas; l'acteur et metteur en scène britannique Lindsay Kemp; le peintre et scénographe catalan Josep Mestres Cabanes; et Francesc Vicens, écrivain et directeur fondateur de la Fondation Joan Miró.

### Expositions
Le premier exposition de Francesc Ruestes a eu lieu dans la salle d'expositions de la Caixa de Pensions de Barcelone en 1984, lorsque l'artiste catalan Joan Ponç l'a invité à participer à un groupe appelé "13 artistes amb Joan Ponç" partageant le crédit avec d'autres jeunes artistes tels que Eduardo Arranz-Bravo, Antonio Beneyto, Rafael Bartolozzi, entre autres. Mais c'est en 1986 qu'il réalise sa première exposition individuelle a la Galerie S.I. de Céret, France, un lieu que Joan Ponç lui a suggéré pour commencer sa carrière solo en raison de sa longue tradition artistique et qui a été suivi d'une autre exposition au Centre Culturel La Valireta, à Encamp, l'Andorre. En 1991, il fait sa première exposition personnelle dans la capitale catalane, c'est à la galerie Alejandro Sales, et elle a beaucoup d'écho auprès de la presse et des critiques d'art, parmi lesquels l'historien Francesc Miralles qui le définit comme un artiste atypique à une époque où celui que n'importe qui s'est autoproclamé original. Des expositions ont suivi à l'Espace des Arts de Colomiers, France; et au Centre d'Art Contemporani Santa Mònica de Barcelone. Depuis lors, il a exposé dans différents espaces en Espagne et en France tels que la Galerie Senda, à Barcelone ; le Centre d'Arts Plastiques de Saint-Fons, France; la Fondation Caixa Laietana, à Mataró; la Galerie Malborough, à Madrid; parmi beaucoup d'autres.
En 2002, il est l'artiste invité par la Fundació Vila Casas de Barcelone à inaugurer son espace appelé Espai VolArt, dans lequel il présente son travail sous le titre "El secret dels sentits".

### Style
Le travail de Francesc Ruestes a changé au fil du temps, non seulement dans le style, mais aussi dans la technique et la discipline; de ses débuts surréalistes aux côtés de Salvador Dalí et dans lequel il se consacre exclusivement à la peinture pour passer progressivement à la sculpture après ses années de formation aux côtés de Josep Granyer. C'est aussi de son expérience avec Joan Brossa qu'il s'est familiarisé avec le collage pour l'inclure dans son travail. De la figuration, il est passé à l'abstraction pour atteindre plus tard un stade clairement minimaliste tandis que dans ses travaux les plus récents, il se consacre totalement à l'expérimentation de la couleur.
La critique d'art Conxita Oliver a défini le travail de Ruestes comme «un hybride à mi-parcours entre la peinture, la sculpture, le dessin et l'installation dans des objets qui sont tout à la fois. Les limites disparaissent et les matériaux sont soumis à une transformation radicale, même avec des changements de fonction» .

#### Wall sculpture
La Wall sculpture est une discipline présente dans l'art contemporain depuis les années 1960. L'un de ses principaux objectifs est d'effacer la frontière qui existe entre les disciplines, notamment entre la peinture et la sculpture, en utilisant pour cela des matériaux à usage qui peuvent devenir non conventionnels. Certains de ses représentants internationaux les plus notables sont l'artiste allemande Eva Hesse, l'artiste américain Robert Rauschenberg, le suisse Daniel Spoerri et la américaine Sheila Hicks. En Espagne, Francesc Ruestes est l'un des artistes les plus représentatifs de la Wall sculpture, son travail traverse la frontière entre les disciplines et les matériaux, parfois vous ne savez pas si vous regardez une sculpture, une peinture, une installation ou tout à la fois..

### Collections
L’œuvre de Francesc Ruestes est présente dans des institutions publiques et des fondations privées telles que le Musée d'Art contemporain de Barcelone (MACBA), la Fundació Vila Casas à Barcelone, la Collection Pictet à Genève, la Colección Testimonio de la Caixa, le Musée du FC Barcelone, la Fundació Iluro, à Mataró, la Mairie de Colomiers, entre autres.

### Œuvre publique
Francesc Ruestes a également réalisé plusieurs projets dans lesquels son travail est lié à l'espace public, dont un exemple est celui qu'il a réalisé en 2001 intitulé Fases de Lluna sur la place Pere Rigau à Torroella de Montgrí, Gérone, dans lequel il a conservé un arbre platane qui devait être retiré du site pour son remodelage, créant un projet dans lequel son travail et le reste de la place avaient le arbre en question comme axe principal, justifiant ainsi l'importance de la nature dans notre villes.
En 2003, il réalise la pièce Macrocosmos pour le Gonjiam Ceramic Park situé à Gwangju, province de Gyeonggi, Corée du Sud, une œuvre qui s'inspire de la présence du Nombre d'or dans la nature.
En 2011, il est invité par la Fundació Vila Casas à collaborer au Jardin de sculptures du nouvel espace inauguré, le Museu Can Mario, à Palafrugell, Gérone. Pour l'occasion, il crée l'œuvre Tantra qui, comme son nom l'indique, s'inspire de la philosophie tantrique de  l'Inde, qui représente la séparation de l'unité originelle et l'interaction entre les pôles opposés de sa symbologie.

### Collaborations
- 1987 : Couverture et illustrations pour le livre Sis temps de Edicions Pleniluni.

- 1988 : Couverture et illustrations de la première édition en catalan du livre Neuromancien de l'écrivain américain William Gibson pour Edicions Pleniluni, traduite par Joan Fontcuberta i Gel et prologue de Louis Lemkow.

- 2003 : Illustration pour le livre Grans plats, grans cuiners, grans artistes, grans escriptors de l'éditeur barcelonais Edicions 62.

- 2004 : Couverture des livres Literatura i música a l´Edat Mitjana et La cançó èpica, les deux du philologue et musicien catalan Antoni Rossell pour l'éditeur Dinsic.

- 2007 : Couverture du livre Els trobadors catalans d'Antoni Rossell pour l'éditeur Dinsic.

- 2018 : Couverture de l'album Les testaments de mon sommeil, de l'écrivain espagnol Diego Gary, fils de l'écrivain français Romain Gary et l'actrice américaine Jean Seberg, et Petter Stakee pour la label Doublemono Records[7].

- 2019 : Poster du film El pilar de la directrice catalane Esther Cases[8].

## Distinctions
- Première Prix de Peinture Jeune de la Sala Parés avec l’œuvre “Lligat à la fidelitat” (1981)
- Première Prix de Sculpture de la III Bienal d'Art du Centenaire du FC Barcelona avec l’œuvre intitulée “100 anys” (1999)
- Gagnant de la I Édition du Prix Nationale de Peinture de la Fundació Vila Casas à Barcelone, avec l’œuvre “Le codi secret de la creació” (2001)
- Première Prix de Sculpture du II Salon International de l'Automobile de Barcelone (2001)
- Première Prix de Peinture Juan Ramón Masoliver de Montcada i Reixac, Barcelone, avec l’œuvre “Perspectiva d´un paisatge” (2002)
- Première Prix de Peinture de la VIII Édition du Prix BBVA Ricard Camí avec l’œuvre “Rayo solar” (2003)[9]